# Anceo (editorial)
Anceo fue una editorial española, ubicada en Barcelona y activa entre 1974 y 1977.

## Trayectoria
Anceo fue fundada en 1974 por Alberto Serrano Méndez, quien comenzó editando tebeos como Apache y Kiowa.
Con su colección Electra, acabó centrándose en la literatura de quiosco.